# Neognophomyia pervicax
Neognophomyia pervicax is een tweevleugelige uit de familie steltmuggen (Limoniidae). De soort komt voor in het Neotropisch gebied.